# Persone di nome Didier
| Questa pagina contiene informazioni ricavate automaticamente dalle voci biografiche con l'ausilio del template Bio e di un bot. L'aggiornamento è periodico e automatico e ricostruisce completamente la pagina. Se manca una persona in questa lista, sei pregato di non aggiungerla, ma accertati piuttosto che la sua voce biografica contenga il template Bio e che i dati anagrafici siano correttamente compilati. Se il template Bio manca, inseriscilo tu stesso o, in alternativa, metti l'avviso {{tmp\|Bio}} che ne segnala la mancanza. Se i dati riportati sono sbagliati, correggi direttamente la voce biografica; le modifiche saranno visibili in questa lista entro pochi giorni. Per chiarimenti vedi il progetto antroponimi. La lista contiene solo le 96 persone che sono citate nell'enciclopedia e per le quali è stato implementato correttamente il template Bio. Pagina aggiornata al 6 ago 2025. |

Questa è una lista di persone presenti nell'enciclopedia che hanno il nome Didier, suddivise per attività principale.

## Abati(1)
- Didier de La Cour, abate francese (Montzéville, n. 1550 - Verdun, † 1623)

## Allenatori di calcio(11)
- Didier Chambaron, allenatore di calcio francese (n. 1971)
- Didier Christophe, allenatore di calcio e ex calciatore francese (Sainte-Colombe, n. 1956)
- Didier Couécou, allenatore di calcio e ex calciatore francese (Bordeaux, n. 1944)
- Didier Deschamps, allenatore di calcio e ex calciatore francese (Bayonne, n. 1968)
- Didier Digard, allenatore di calcio e ex calciatore francese (Gisors, n. 1986)
- Didier Gomes Da Rosa, allenatore di calcio francese (Charenton-le-Pont, n. 1969)
- Didier Ollé-Nicolle, allenatore di calcio e ex calciatore francese (Belley, n. 1961)
- Didier Philippe, allenatore di calcio, dirigente sportivo e ex calciatore francese (Sarralbe, n. 1961)
- Didier Santini, allenatore di calcio e ex calciatore francese (Marsiglia, n. 1968)
- Didier Six, allenatore di calcio e ex calciatore francese (Lilla, n. 1954)
- Didier Tholot, allenatore di calcio e ex calciatore francese (Feurs, n. 1964)

## Allenatori di sci alpino(2)
- Didier Bonvin, allenatore di sci alpino e ex sciatore alpino svizzero (n. 1959)
- Didier Plaschy, allenatore di sci alpino e ex sciatore alpino svizzero (Varen, n. 1973)

## Antropologi(1)
- Didier Fassin, antropologo e sociologo francese (n. 1955)

## Arrampicatori(1)
- Didier Raboutou, arrampicatore francese (Tolosa, n. 1962)

## Astronomi(2)
- Didier Morata, astronomo francese (n. 1954)
- Didier Queloz, astronomo svizzero (Ginevra, n. 1966)

## Attori(5)
- Didier Bezace, attore francese (Parigi, n. 1946 - Parigi, † 2020)
- Didier Bourdon, attore francese (Algeri, n. 1959)
- Didier Bénureau, attore e comico francese (Courbevoie, n. 1956)
- Didier De Neck, attore francese (n. 1950)
- Didier Flamand, attore e regista francese (Boulogne-Billancourt, n. 1947)

## Bassisti(1)
- Didier Levallet, bassista, direttore d'orchestra e compositore francese (Arcy-sur-Cure, n. 1944)

## Biatleti(1)
- Didier Bionaz, biatleta italiano (Aosta, n. 2000)

## Calciatori(17)
- Didier Agathe, ex calciatore francese (Saint-Pierre, n. 1975)
- Didier Angan, ex calciatore ivoriano (Anyama, n. 1974)
- Didier Angibeaud, ex calciatore camerunese (Douala, n. 1974)
- Didier Crettenand, ex calciatore svizzero (Bovernier, n. 1986)
- Didier Delgado, calciatore colombiano (Istmina, n. 1992)
- Didier Domi, ex calciatore francese (Sarcelles, n. 1978)
- Didier Gigon, ex calciatore svizzero (Bienne, n. 1968)
- Didier Kadio, calciatore ivoriano (Man, n. 1990)
- Didier Kougbenya, ex calciatore togolese (Kpalimé, n. 1995)
- Didier Lamkel Zé, calciatore camerunese (Bertoua, n. 1996)
- Didier Martel, ex calciatore francese (Saint-Raphaël, n. 1971)
- Didier Moreno, calciatore colombiano (Bajo Baudó, n. 1991)
- Didier Ibrahim N'Dong, calciatore gabonese (Libreville, n. 1994)
- Didier Otokoré, ex calciatore ivoriano (Gagnoa, n. 1969)
- Didier Ovono, calciatore gabonese (Port-Gentil, n. 1983)
- Didier Sénac, ex calciatore francese (Saint-Denis, n. 1958)
- Didier Ya Konan, ex calciatore ivoriano (Abidjan, n. 1984)

## Canoisti(1)
- Didier Hoyer, ex canoista francese (Boulogne-sur-Mer, n. 1961)

## Cantautori(1)
- Didier Barbelivien, cantautore e compositore francese (Casablanca, n. 1954)

## Cavalieri(1)
- Didier Courrèges, cavaliere francese (Évreux, n. 1960)

## Cestisti(4)
- Didier Dobbels, ex cestista e allenatore di pallacanestro francese (Tourcoing, n. 1954)
- Didier Gadou, ex cestista, allenatore di pallacanestro e dirigente sportivo francese (Vieux-Boucau-les-Bains, n. 1965)
- D.J. Mbenga, ex cestista della Repubblica Democratica del Congo (Kinshasa, n. 1980)
- Éric Tapé, ex cestista ivoriano (Abidjan, n. 1981)

## Ciclisti su strada(3)
- Didier Faivre-Pierret, ex ciclista su strada francese (Pontarlier, n. 1965)
- Didier Merchán, ex ciclista su strada colombiano (Líbano, n. 1999)
- Didier Vanoverschelde, ex ciclista su strada e pistard francese (Hallennes-lez-Haubourdin, n. 1952)

## Critici d'arte(1)
- Didier Schaub, critico d'arte francese (Nizza, n. 1952 - Parigi, † 2014)

## Dirigenti sportivi(2)
- Didier Drogba, dirigente sportivo e ex calciatore ivoriano (Abidjan, n. 1978)
- Didier Rous, dirigente sportivo e ex ciclista su strada francese (Montauban, n. 1970)

## Drammaturghi(1)
- Didier Gold, drammaturgo e paroliere francese (Parigi, n. 1874 - † 1931)

## Flautisti(1)
- Didier Malherbe, flautista, sassofonista e compositore francese (Parigi, n. 1943)

## Fumettisti(1)
- Didier Conrad, fumettista francese (Marsiglia, n. 1959)

## Giocatori di beach soccer(1)
- Didier Samoun, giocatore di beach soccer francese (Marsiglia, n. 1980)

## Lottatori(1)
- Didier Païs, ex lottatore francese (Colmar, n. 1983)

## Militari(1)
- Didier de Saint-Jaille, militare francese (Tolone - Montpellier, † 1536)

## Musicisti(2)
- Didier François, musicista, compositore e scultore belga (Bruxelles, n. 1969)
- Didier Marouani, musicista monegasco (Principato di Monaco, n. 1953)

## Pallamanisti(1)
- Didier Dinart, ex pallamanista, allenatore di pallamano e dirigente sportivo francese (Guadalupa, n. 1977)

## Piloti automobilistici(2)
- Didier André, pilota automobilistico francese (Lione, n. 1974)
- Didier Pironi, pilota automobilistico francese (Villecresnes, n. 1952 - Isola di Wight, † 1987)

## Piloti di rally(2)
- Didier Auriol, pilota di rally francese (Montpellier, n. 1958)
- Didier Malga, pilota di rally francese (Chamalières, n. 1955)

## Piloti motociclistici(2)
- Didier Van Keymeulen, pilota motociclistico belga (Gent, n. 1983)
- Didier de Radiguès, pilota motociclistico e pilota automobilistico belga (Lovanio, n. 1958)

## Pittori(2)
- Didier Barra, pittore francese (Metz, n. 1590 - Napoli, † 1652)
- Didier Groffier, pittore belga (Liegi, n. 1912 - Bruxelles, † 1979)

## Politici(6)
- Didier Burkhalter, politico svizzero (Auvernier, n. 1960)
- Didier Guillaume, politico francese (Bourg-de-Péage, n. 1959 - Nizza, † 2025)
- Didier Migaud, politico e funzionario francese (Saint-Symphorien, n. 1952)
- Didier Ratsiraka, politico e militare malgascio (Vatomandry, n. 1936 - Antananarivo, † 2021)
- Didier Reynders, politico belga (Liegi, n. 1958)
- Didier Robert, politico francese (Saint-Pierre, n. 1964)

## Psicoanalisti(1)
- Didier Anzieu, psicoanalista francese (Melun, n. 1923 - Parigi, † 1999)

## Rapper(1)
- JoeyStarr, rapper francese (Saint-Denis, n. 1976)

## Registi(1)
- Didier Baussy-Oulianoff, regista francese (Cannes, n. 1941 - Parigi, † 2007)

## Rugbisti a 15(1)
- Didier Camberabero, ex rugbista a 15 e allenatore di rugby a 15 francese (Valence-sur-Rhône, n. 1961)

## Saggisti(1)
- Didier Godard, saggista francese (Digione, n. 1952)

## Saltatori con gli sci(1)
- Didier Mollard, ex saltatore con gli sci francese (Chambéry, n. 1969)

## Schermidori(1)
- Didier Flament, ex schermidore francese (Tourcoing, n. 1951)

## Sciatori alpini(5)
- Didier Bouvet, ex sciatore alpino francese (Thonon-les-Bains, n. 1961)
- Didier Cuche, ex sciatore alpino svizzero (Le Pâquier, n. 1974)
- Didier Défago, ex sciatore alpino svizzero (Troistorrents, n. 1977)
- Didier Paget, ex sciatore alpino francese (n. 1966)
- Didier Schmidt, ex sciatore alpino francese (Sainte-Croix-en-Plaine, n. 1967)

## Sciatori freestyle(1)
- Didier Méda, sciatore freestyle francese (n. 1963 - † 2000)

## Scrittori(1)
- Didier Daeninckx, scrittore francese (Saint Denis, n. 1949)

## Sociologi(1)
- Didier Eribon, sociologo e filosofo francese (Reims, n. 1953)

## Truccatori(1)
- Didier Lavergne, truccatore francese (Francia)

## Violinisti(1)
- Didier Lockwood, violinista francese (Calais, n. 1956 - Parigi, † 2018)

## Senza attività specificata(1)
- Didier Boubé, ex pentatleta francese (Vichy, n. 1957)